# Râul Berza Veche
Râul Berza Veche este un curs de apă, afluent al râului Prut. 

## Hărți
- Harta județului Botoșani